# Aslan Chadarcev
Aslan Chadarcev (Chadarcaty) (rusky Аслан Хадарцев; 4. února 1961 Suadag – 7. května 1990 Chataldon, Sovětský svaz) byl sovětský a ruský zápasník volnostylař osetské národnosti. Vyrůstal na podhůří Kavkazu v obci Suadag vzdálené několik kilometrů od města Alagir.
Ve 14 letech šel studovat střední školu do Vladikavkazu a zapsal se do vzpěračského kroužku. Ve zvedání břemen však nevykazoval talent a v 16 letech ho trenér Vladimir Akojev doporučil na zápas. Potom co ho kvůli vysokému věku někteří trenéři odmítly se ho ujal trenér volného stylu Konstantin Bekmurzov. Sportovní funkcionáři však jeho trenéra před olympijskými hrami v Moskvě poslali do Vietnamu pomoct s přípravou zápasníků pro olympiádu. V roce 1979 končil střední železniční školu a tehdy ho trenér Bekmurzov doporučil svému bratranci Michailovi, působícím v Taškentu. Pod trenérem Michailem Bekmurzovem se v roce 1981 dostal do sovětské juniorské reprezentace jako zástupce Uzbecké SSR. Ve stejném období se do Taškentu dostal jeho mladší bratr Machar a další osetští volnostylaři. V roce 1983 získal v Kyjevě titul mistra světa v těžké váze mezi seniory. V roce 1984 přišel kvůli bojkotu o účast na olympijských hrách v Los Angeles. V roce 1985 mu v Gruzii vyrostla v těžké váze tvrdá konkurence v podobě Leri Chabeloviho a Davita Gobedžišviliho. V roce 1988 se do sovětské nominace na olympijské hry v Soulu nevešel a na olympijských hrách nikdy nestartoval. Koncem roku 1989 se s trenéry vrátil z Uzbekistánu do Severní Osetie. V květnu 1990 zahynul při automobilové nehodě nedaleko svého rodiště.